# Omar Holness
Pour les articles homonymes, voir Holness.
Omar Holness est un footballeur international jamaïcain né le 13 mars 1994 à Kingston. Il joue comme milieu de terrain avec le Darlington FC.

## Biographie

### En club
Après seulement trois saisons en NCAA, Holness décide d'anticiper son passage en pro et signe un contrat Génération Adidas avec la MLS. Il est repêché en 5e position lors de la MLS SuperDraft 2016 par le Real Salt Lake.

## En sélection
Omar Holness fait sa première apparition en équipe nationale senior le 9 septembre 2014, lors d'un match amical contre le Canada (défaite 3-1).

## Palmarès
Vierge